# Личартовце
Личартовце або Лічартовце (словац. Ličartovce) — село в Словаччині, Пряшівському окрузі Пряшівського краю. Розташоване в центральній частині східної Словаччини, у Кошицькій улоговині в долині Ториси.
Уперше згадується у 1249 році.

## Культурні пам'ятки
- римо—католицький костел з 1833 року,
- садиба з 1736 року.

## Населення
| Рік:            | 1994. | 2004.   | 2014.   | 2024.   |
| --------------- | ----- | ------- | ------- | ------- |
| Кількість осіб: | 956   | 947     | 974     | 972     |
| Різниця:        |       | -0,94 % | +2,85 % | -0,20 % |

| Рік:            | 2023. | 2024.   |
| --------------- | ----- | ------- |
| Кількість осіб: | 960   | 972     |
| Різниця:        |       | +1,25 % |

У селі проживає 989 осіб.